# Thomas Macall Fallow
Thomas Macall Fallow (1847-1910), hội viên Hiệp hội các nhà khảo cổ Luân Đôn, là một nhà khảo cổ trung lưu thời Victoria và là thành viên của Hội Khảo cổ học Yorkshire.
Từ năm 1895 đến 1899, ông là biên tập viên của The Antiquary. Ông cũng là một trong những người đóng góp cho phiên bản thứ 11 của Encyclopædia Britannica.

## Tác phẩm
- Memorials of Yorkshire (1892)
- The Cathedral Churches of Ireland (1894)
- Yorkshire Church Plate. Ban đầu là bởi T. M. Fallow, sau được hoàn thành và chỉnh sửa bởi H. B. McCall (1912)